# オーストリアの鉄道

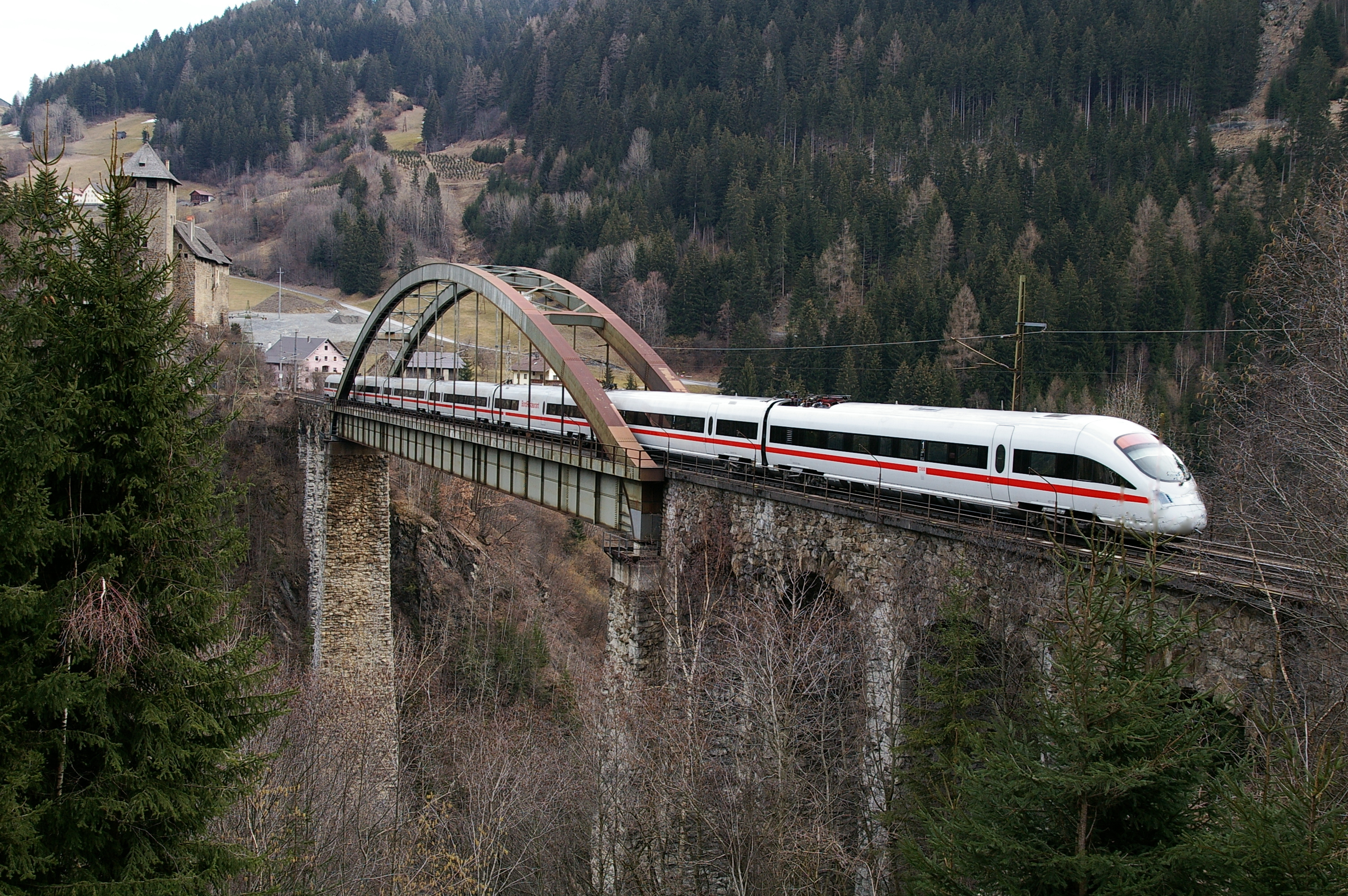
チロル州ヴィースベルクのトリーザンナ橋を渡るICE T

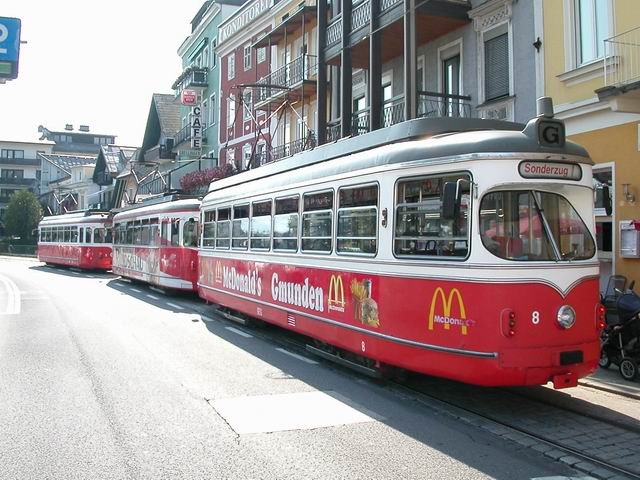
グムンデン市電

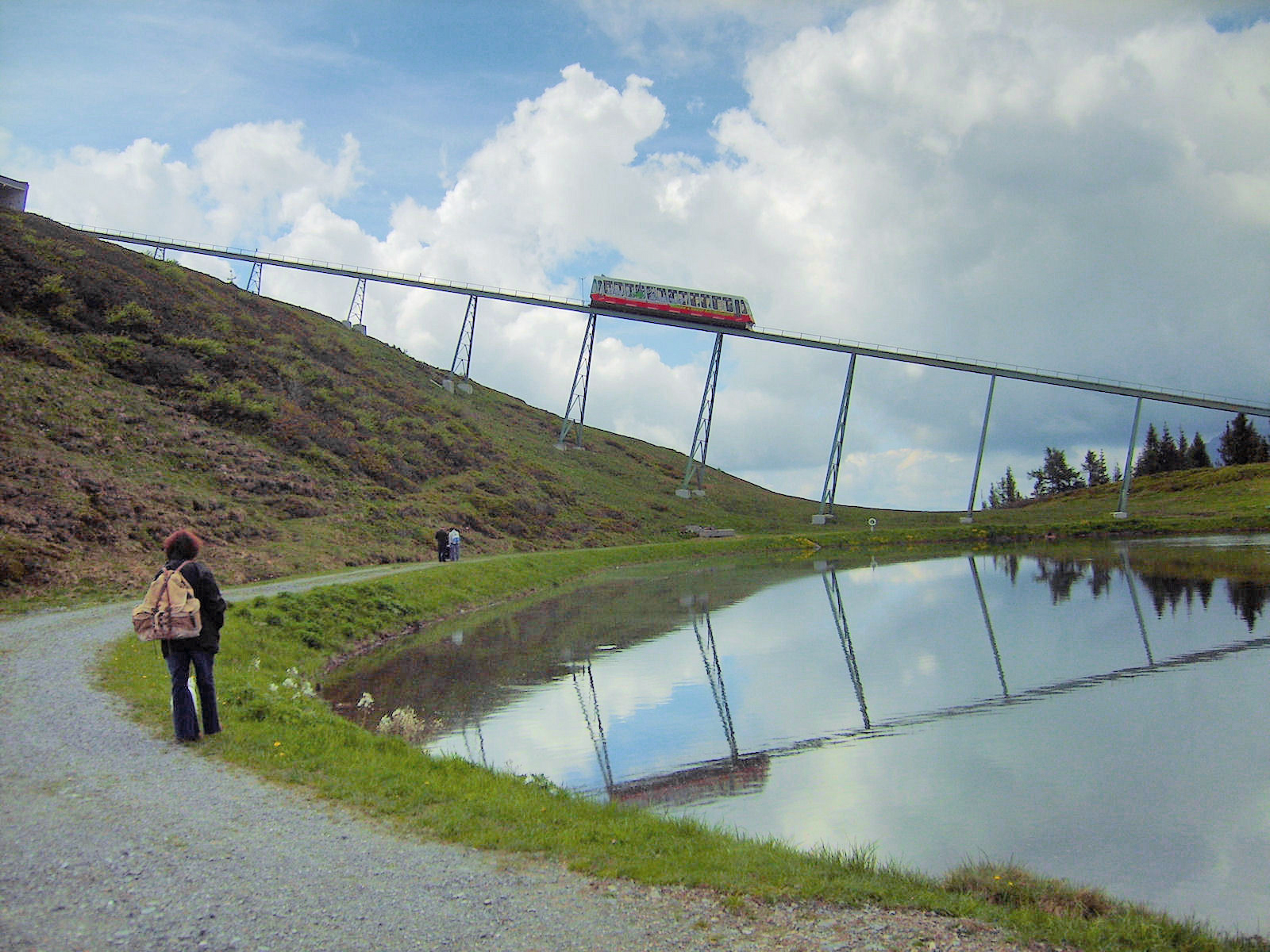
エルマウにあるハルトカイザーバーン

オーストリアの鉄道（オーストリアのてつどう）は、主にオーストリア連邦鉄道によって営業される。オーストリアの鉄道網は総延長6,399 km（電化距離3,878 km）であり、軌間は1,435 mmの標準軌がほとんどだが、メーターゲージなどの狭軌も存在している。
オーストリアは国際鉄道連合 (UIC) に加盟しており、UIC番号は「81」が割り当てられている。

## 歴史
オーストリアの鉄道の歴史は、ザルツブルクのホーエンザルツブルク城にある私設のケーブルカーであるライスツーク (Reißzug) から始まった。15世紀末に建設され、1515年に初めて書物に記載された 。
19世紀には、いくつかの馬車鉄道が建設され、1837年にオーストリア北部鉄道のうちウィーン - ブジェツラフ間が開通した。1884年に、オーストリア帝国鉄道が建設され 、オーストリア＝ハンガリー帝国の解体後、1923年にオーストリア連邦鉄道が設立された。

## ネットワーク
主要な鉄道路線のほかに、ケーブルカーやラック鉄道、廃線となった鉄道の一部を利用した保存鉄道が存在する。

## 都市鉄道
- ウィーン：ウィーンSバーン、ウィーン地下鉄、ウィーン市電
- グラーツ：グラーツSバーン、グラーツ市電、ケーブルカー
- リンツ：リンツSバーン、リンツ市電
- ザルツブルク：ザルツブルクSバーン、トロリーバス
- インスブルック：インスブルックSバーン、インスブルック市電、ケーブルカー
- グムンデン：グムンデン市電
- セアファウス：セアファウス地下鉄[5]